# Pachycondyla nasica
Pachycondyla nasica är en myrart som beskrevs av Santschi 1920. Pachycondyla nasica ingår i släktet Pachycondyla och familjen myror. Inga underarter finns listade i Catalogue of Life.